# Valorant Champions Tour 2023: Giải đấu Thăng hạng
Valorant Champions Tour 2023 (VCT): Giải đấu Thăng hạng (Ascension), là một giải đấu khu vực được tổ chức bởi Riot Games cho bộ môn thể thao điện tử Valorant, và là một phần của Valorant Champions Tour mùa giải 2023. Giải đấu Thăng hạng là giải đấu trong chuỗi giải đấu năm 2023, diễn ra tại 3 địa điểm khác nhau dựa trên 3 khu vực lớn của VCT, gồm: Berlin, Đức (khu vực EMEA), São Paulo, Brazil (khu vực Châu Mỹ), Băng Cốc, Thái Lan (khu vực Thái Bình Dương) và Thượng Hải, Trung Quốc (khu vực Trung Quốc).
Đây là giải đấu thăng hạng dành cho các đội tuyển xuất sắc nhất đến từ hơn 20 giải đấu Challenger khác nhau của 4 khu vực lớn, nhằm tìm kiếm nhà vô địch sẽ nhận suất thăng hạng lên làm đội không phải thành viên của khu vực, tham gia thi đấu Giải đấu Quốc tế (International Leagues) trong 2 năm tiếp theo.

## Địa điểm
- Berlin là thành phố đăng cai tổ chức Giải đấu Thăng hạng khu vực EMEA. Tất cả các trận đấu vòng loại trực tiếp được thi đấu tại Messe Berlin Charlottenburg.
- São Paulo là thành phố đăng cai tổ chức Giải đấu Thăng hạng khu vực châu Mỹ. Tất cả các trận đấu được thi đấu vòng bảng được thi đấu tại Riot Games Brazil Studio và tất cả các trận đấu vòng loại trực tiếp tại Pavilhão Pacaembu.
- Băng Cốc là thành phố đăng cai tổ chức Giải đấu Thăng hạng khu vực Thái Bình Dương. Tất cả các trận đấu vòng bảng được thi đấu tại Pullman Grande Sukhumvit Hotel và tất cả các trận đấu vòng loại trực tiếp tại Queen Sirikit National Convention Centre.
- Thượng Hải là thành phố đăng cai tổ chức Giải đấu Thăng hạng khu vực Trung Quốc.

| Berlin, Đức        | São Paulo, Brazil      |
| Berlin             | São Paulo              |
| Băng Cốc, Thái Lan | Thượng Hải, Trung Quốc |
| Băng Cốc           | Thượng Hải             |
| ------------------ | ---------------------- |

## Các đội tham dự
| Đội               | ID   | Điều kiện tham gia            |
| ----------------- | ---- | ----------------------------- |
| Acend             | ACE  | #1 Challengers Đông Âu        |
| Apeks             | APK  | #1 Challengers Bắc Âu         |
| Case Esports      | CASE | #1 Challengers Tây Ban Nha    |
| CGN Esports       | CGN  | #1 Challengers DACH           |
| Digital Athletics | DA   | #1 Challengers Thổ Nhĩ Kỳ     |
| Dsyre             | DSY  | #1 Challengers Ý              |
| FOKUS             | FKS  | #1 Vòng khởi động Challengers |
| Gentle Mates      | M8   | #1 Challengers Pháp           |
| SAW               | SAW  | #1 Challengers Bồ Đào Nha     |
| Team Falcons      | FLC  | #1 Challengers MENA           |

| Đội       | ID   | Điều kiện tham gia    |
| --------- | ---- | --------------------- |
| M80       | M80  | #1 Challengers Bắc Mỹ |
| The Guard | TGRD | #2 Challengers Bắc Mỹ |
| 9z Team   | 9z   | #1 Challengers LATAM  |
| FUSION    | FS   | #2 Challengers LATAM  |
| The Union | UNI  | #1 Challengers Brazil |
| 00 Nation | 00   | #2 Challengers Brazil |

| Đội           | ID   | Điều kiện tham gia         |
| ------------- | ---- | -------------------------- |
| Bleed Esports | BLD  | #1 Challengers MYSG        |
| BOOM Esports  | BME  | #1 Challengers Indonesia   |
| Bonkers       | BONK | #1 Challengers Oceania     |
| Dplus         | DK   | #1 Challengers Hàn Quốc    |
| Fancy United  | FCY  | #1 Challengers Việt Nam    |
| NAOS Esports  | NAOS | #1 Challengers Philippines |
| ONE Team      | ONE  | #1 Challengers HKTW        |
| Orangutan     | OGS  | #1 Challengers Nam Á       |
| SCARZ         | SZ   | #1 Challengers Nhật Bản    |
| XERXIA        | XIA  | #1 Challengers Thái Lan    |

| Đội                    | ID  | Điều kiện tham gia |
| ---------------------- | --- | ------------------ |
| Rare Atom              | RA  | #2 Điểm tích lũy   |
| Attacking Soul Esports | ASE | #5 Điểm tích lũy   |
| Dragon Ranger Gaming   | DRG | #8 Điểm tích lũy   |
| 17 Gaming              | 17  | #12 Điểm tích lũy  |
| Ninjas in Pyjamas      | NIP | #13 Điểm tích lũy  |
| Night Wings Gaming     | NWG | #15 Điểm tích lũy  |
| Four Angry Men         | 4AM | #16 Điểm tích lũy  |
| KeepBest Gaming        | KBG | #20 Điểm tích lũy  |

## Khu vựcEMEA

### Thể thức
- Vòng bảng:
  - 10 đội tham gia thi đấu được chia làm 2 bảng thi đấu theo thể thức vòng tròn 1 lượt.
  - 2 đội đứng đầu mỗi bảng sẽ đủ điều kiện lọt vào vòng loại trực tiếp.
  - Tất cả các trận đấu được thi đấu theo thể thức Bo3.
- Vòng loại trực tiếp:
  - 4 đội tham gia thi đấu theo thể thức nhánh thắng nhánh thua.
  - Tất cả các trận đấu được thi đấu theo thể thức Bo3, ngoại trừ trận chung kết nhánh thua và chung kết tổng thi đấu theo thể thức Bo5.
  - Đội đứng đầu sẽ đủ điều kiện trở thành đội không phải thành viên, được tham gia các giải đấu cấp độ khu vực của khu vực EMEA trong năm 2024 và năm 2025.

### Vòng bảng

#### Bảng A
| VT | Đội               | ID  | T | B | VT  | VB  | HS  | Trạng thái                  |
| -- | ----------------- | --- | - | - | --- | --- | --- | --------------------------- |
| 1  | Acend             | ACE | 3 | 1 | 117 | 105 | +12 | Lọt vào Vòng loại trực tiếp |
| 2  | SAW               | SAW | 3 | 1 | 132 | 106 | +26 | Lọt vào Vòng loại trực tiếp |
| 3  | Digital Athletics | DA  | 2 | 2 | 106 | 111 | -5  | Bị loại                     |
| 4  | CGN Esports       | CGN | 1 | 3 | 119 | 119 | 0   | Bị loại                     |
| 5  | Dsyre             | DSY | 1 | 3 | 93  | 126 | -33 | Bị loại                     |

|     | ACE | DSY | CGN | DA  |
| --- | --- | --- | --- | --- |
| SAW | 0-2 | 2-1 | 2-1 | 2-1 |
| DA  | 0-2 | 2-0 | 2-0 |     |
| CGN | 1-2 | 2-1 |     |     |
| DSY | 2-1 |     |     |     |

Nguồn: Valorant Esports

#### Bảng B
| VT | Đội          | ID   | T | B | VT  | VB  | HS  | Trạng thái                  |
| -- | ------------ | ---- | - | - | --- | --- | --- | --------------------------- |
| 1  | Apeks        | APK  | 4 | 0 | 112 | 75  | +37 | Lọt vào Vòng loại trực tiếp |
| 2  | Gentle Mates | M8   | 3 | 1 | 108 | 90  | +18 | Lọt vào Vòng loại trực tiếp |
| 3  | FOKUS        | FKS  | 2 | 2 | 119 | 115 | +4  | Bị loại                     |
| 4  | Team Falcons | FLC  | 1 | 3 | 89  | 104 | -15 | Bị loại                     |
| 5  | Case Esports | CASE | 0 | 4 | 61  | 105 | -4  | Bị loại                     |

|      | FLC | APK | CASE | M8  |
| ---- | --- | --- | ---- | --- |
| FKS  | 2-1 | 1-2 | 2-0  | 1-2 |
| M8   | 2-0 | 0-2 | 2-0  |     |
| CASE | 0-2 | 0-2 |      |     |
| APK  | 2-0 |     |      |     |

Nguồn: Valorant Esports

### Vòng loại trực tiếp
|  |                     |                     |                     |                     |                     |                     |    |   |                       |                       |                       |                       |                       |                       |   |    |              |              |    |    |                      |                      |                      |                      |                      |                      |                      |                      |                |                |                |                |                |                |
|  | Bán kết nhánh thắng | Bán kết nhánh thắng | Bán kết nhánh thắng | Bán kết nhánh thắng | Bán kết nhánh thắng | Bán kết nhánh thắng |    |   | Chung kết nhánh thắng | Chung kết nhánh thắng | Chung kết nhánh thắng | Chung kết nhánh thắng | Chung kết nhánh thắng | Chung kết nhánh thắng |   |    |              |              |    |    |                      |                      |                      |                      |                      |                      | Chung kết tổng       | Chung kết tổng       | Chung kết tổng | Chung kết tổng | Chung kết tổng | Chung kết tổng | Chung kết tổng | Chung kết tổng |
|  | Bán kết nhánh thắng | Bán kết nhánh thắng | Bán kết nhánh thắng | Bán kết nhánh thắng | Bán kết nhánh thắng | Bán kết nhánh thắng |    |   | Chung kết nhánh thắng | Chung kết nhánh thắng | Chung kết nhánh thắng | Chung kết nhánh thắng | Chung kết nhánh thắng | Chung kết nhánh thắng |   |    |              |              |    |    |                      |                      |                      |                      |                      |                      | Chung kết tổng       | Chung kết tổng       | Chung kết tổng | Chung kết tổng | Chung kết tổng | Chung kết tổng | Chung kết tổng | Chung kết tổng |
|  |                     |                     |                     |                     |                     |                     |    |   |                       |                       |                       |                       |                       |                       |   |    |              |              |    |    |                      |                      |                      |                      |                      |                      |                      |                      |                |                |                |                |                |                |
|  |                     |                     |                     |                     |                     |                     |    |   |                       |                       |                       |                       |                       |                       |   |    |              |              |    |    |                      |                      |                      |                      |                      |                      |                      |                      |                |                |                |                |                |                |
|  | Acend               | Acend               | 13                  | 13                  | -                   | 2                   |    |   |                       |                       |                       |                       |                       |                       |   |    |              |              |    |    |                      |                      |                      |                      |                      |                      |                      |                      |                |                |                |                |                |                |
|  | Acend               | Acend               | 13                  | 13                  | -                   | 2                   |    |   |                       |                       |                       |                       |                       |                       |   |    |              |              |    |    |                      |                      |                      |                      |                      |                      |                      |                      |                |                |                |                |                |                |
|  | Gentle Mates        | Gentle Mates        | 9                   | 4                   | -                   | 0                   |    |   |                       |                       |                       |                       |                       |                       |   |    |              |              |    |    |                      |                      |                      |                      |                      |                      |                      |                      |                |                |                |                |                |                |
|  | Gentle Mates        | Gentle Mates        | 9                   | 4                   | -                   | 0                   |    |   | Acend                 | Acend                 | 13                    | 6                     | 5                     | 1                     |   |    |              |              |    |    |                      |                      |                      |                      |                      |                      |                      |                      |                |                |                |                |                |                |
|  |                     |                     |                     |                     |                     |                     |    |   | Acend                 | Acend                 | 13                    | 6                     | 5                     | 1                     |   |    |              |              |    |    |                      |                      |                      |                      |                      |                      |                      |                      |                |                |                |                |                |                |
|  |                     |                     | Apeks               | Apeks               | 11                  | 13                  | 13 | 2 |                       |                       |                       |                       |                       |                       |   |    |              |              |    |    |                      |                      |                      |                      |                      |                      |                      |                      |                |                |                |                |                |                |
|  | Apeks               | Apeks               | Apeks               | Apeks               | 11                  | 13                  | 13 | 2 | 13                    | 13                    | -                     | 2                     |                       |                       |   |    |              |              |    |    |                      |                      |                      |                      |                      |                      |                      |                      |                |                |                |                |                |                |
|  | Apeks               | Apeks               |                     |                     |                     |                     |    |   |                       |                       | -                     | 2                     |                       |                       |   |    |              |              |    |    |                      |                      |                      |                      |                      |                      |                      |                      |                |                |                |                |                |                |
|  | SAW                 | SAW                 | 6                   | 11                  | -                   | 0                   |    |   |                       |                       |                       |                       |                       |                       |   |    |              |              |    |    |                      |                      |                      |                      |                      |                      |                      |                      |                |                |                |                |                |                |
|  | SAW                 | SAW                 | 6                   | 11                  | -                   | 0                   |    |   | Apeks                 | Apeks                 | 6                     | 10                    | 10                    | -                     | - | 0  |              |              |    |    |                      |                      |                      |                      |                      |                      |                      |                      |                |                |                |                |                |                |
|  |                     |                     |                     |                     |                     |                     |    |   |                       |                       |                       |                       |                       |                       |   |    |              |              |    |    |                      |                      |                      |                      |                      |                      |                      |                      |                |                |                |                |                |                |
|  |                     |                     | Gentle Mates        | Gentle Mates        | 13                  | 13                  | 13 | - | -                     | 3                     |                       |                       |                       |                       |   |    |              |              |    |    |                      |                      |                      |                      |                      |                      |                      |                      |                |                |                |                |                |                |
|  | Bán kết nhánh thua  | Bán kết nhánh thua  | Bán kết nhánh thua  | Bán kết nhánh thua  | Bán kết nhánh thua  | Bán kết nhánh thua  | 13 | - | -                     | 3                     |                       |                       |                       |                       |   |    |              |              |    |    | Chung kết nhánh thua | Chung kết nhánh thua | Chung kết nhánh thua | Chung kết nhánh thua | Chung kết nhánh thua | Chung kết nhánh thua | Chung kết nhánh thua | Chung kết nhánh thua |                |                |                |                |                |                |
|  | Bán kết nhánh thua  | Bán kết nhánh thua  | Bán kết nhánh thua  | Bán kết nhánh thua  | Bán kết nhánh thua  | Bán kết nhánh thua  |    |   |                       |                       |                       |                       |                       |                       |   |    |              |              |    |    | Chung kết nhánh thua | Chung kết nhánh thua | Chung kết nhánh thua | Chung kết nhánh thua | Chung kết nhánh thua | Chung kết nhánh thua | Chung kết nhánh thua | Chung kết nhánh thua |                |                |                |                |                |                |
|  |                     |                     |                     |                     |                     |                     |    |   |                       |                       |                       |                       |                       |                       |   |    |              |              |    |    |                      |                      |                      |                      |                      |                      |                      |                      |                |                |                |                |                |                |
|  |                     |                     |                     |                     |                     |                     |    |   |                       |                       |                       |                       |                       |                       |   |    |              |              |    |    |                      |                      |                      |                      |                      |                      |                      |                      |                |                |                |                |                |                |
|  | Gentle Mates        | Gentle Mates        | 13                  | 6                   | 13                  | 2                   |    |   |                       |                       |                       |                       | Acend                 | Acend                 | 4 | 17 | 9            | -            | -  | 0  |                      |                      |                      |                      |                      |                      |                      |                      |                |                |                |                |                |                |
|  | Gentle Mates        | Gentle Mates        | 13                  | 6                   | 13                  | 2                   |    |   |                       |                       |                       |                       | Acend                 | Acend                 | 4 | 17 | 9            | -            | -  | 0  |                      |                      |                      |                      |                      |                      |                      |                      |                |                |                |                |                |                |
|  | SAW                 | SAW                 | 10                  | 13                  | 4                   | 1                   |    |   |                       |                       |                       |                       |                       |                       |   |    | Gentle Mates | Gentle Mates | 13 | 19 | 13                   | -                    | -                    | 3                    |                      |                      |                      |                      |                |                |                |                |                |                |
|  | SAW                 | SAW                 | 10                  | 13                  | 4                   | 1                   |    |   |                       |                       |                       |                       |                       |                       |   |    | Gentle Mates | Gentle Mates | 13 | 19 | 13                   | -                    | -                    | 3                    |                      |                      |                      |                      |                |                |                |                |                |                |

Nguồn: Valorant Esports

## Khu vực Châu Mỹ

### Thể thức
- Vòng bảng:
  - 6 đội tham gia thi đấu được chia làm 2 bảng thi đấu theo thể thức vòng tròn 1 lượt.
  - Đội nhất bảng lọt thẳng vào bán kết nhánh thắng.
  - 2 đội đứng thứ 2 và 3 lọt thẳng vào tứ kết nhánh thắng.
  - Tất cả các trận đấu được thi đấu theo thể thức Bo3.
- Vòng loại trực tiếp:
  - 6 đội tham gia thi đấu theo thể thức nhánh thắng nhánh thua.
  - Tất cả các trận đấu được thi đấu theo thể thức Bo3, ngoại trừ trận chung kết tổng thi đấu theo thể thức Bo5.
  - Đội đứng đầu sẽ đủ điều kiện trở thành đội không phải thành viên, được tham gia các giải đấu cấp độ khu vực của khu vực Châu Mỹ trong năm 2024 và năm 2025.

### Vòng bảng

#### Bảng A
| VT | Đội       | ID  | T | B | VT | VB | HS  | Trạng thái                  |
| -- | --------- | --- | - | - | -- | -- | --- | --------------------------- |
| 1  | The Union | UNI | 2 | 0 | 56 | 35 | +21 | Lọt vào Bán kết nhánh thắng |
| 2  | M80       | M80 | 1 | 1 | 48 | 44 | +4  | Lọt vào Tứ kết nhánh thắng  |
| 3  | FUSION    | FS  | 0 | 2 | 27 | 52 | -25 | Lọt vào Tứ kết nhánh thắng  |

|     | M80 | UNI |
| --- | --- | --- |
| FS  | 0-2 | 0-2 |
| UNI | 2-0 |     |

Nguồn: Valorant Esports

#### Bảng B
| VT | Đội       | ID   | T | B | VT | VB | HS  | Trạng thái                  |
| -- | --------- | ---- | - | - | -- | -- | --- | --------------------------- |
| 1  | The Guard | TGRD | 2 | 0 | 53 | 29 | +24 | Lọt vào Bán kết nhánh thắng |
| 2  | 00 Nation | 00   | 1 | 1 | 43 | 46 | -3  | Lọt vào Tứ kết nhánh thắng  |
| 3  | 9z Team   | 9z   | 0 | 2 | 31 | 52 | -21 | Lọt vào Tứ kết nhánh thắng  |

|      | 9z  | 00  |
| ---- | --- | --- |
| TGRD | 2-0 | 2-0 |
| 00   | 2-0 |     |

Nguồn: Valorant Esports

### Vòng loại trực tiếp
|  |                    |                    |                    |                    |                    |                    |           |           |                     |                     |                     |                     |                     |                     |                    |                    |                    |                    |                    |                    |                      |                      |                      |                      |                       |                       |                       |                       |                       |                       |  |  |                |                |                |                |                |                |                |                |
|  | Tứ kết nhánh thắng | Tứ kết nhánh thắng | Tứ kết nhánh thắng | Tứ kết nhánh thắng | Tứ kết nhánh thắng | Tứ kết nhánh thắng |           |           | Bán kết nhánh thắng | Bán kết nhánh thắng | Bán kết nhánh thắng | Bán kết nhánh thắng | Bán kết nhánh thắng | Bán kết nhánh thắng |                    |                    |                    |                    |                    |                    |                      |                      |                      |                      | Chung kết nhánh thắng | Chung kết nhánh thắng | Chung kết nhánh thắng | Chung kết nhánh thắng | Chung kết nhánh thắng | Chung kết nhánh thắng |  |  | Chung kết tổng | Chung kết tổng | Chung kết tổng | Chung kết tổng | Chung kết tổng | Chung kết tổng | Chung kết tổng | Chung kết tổng |
|  | Tứ kết nhánh thắng | Tứ kết nhánh thắng | Tứ kết nhánh thắng | Tứ kết nhánh thắng | Tứ kết nhánh thắng | Tứ kết nhánh thắng |           |           | Bán kết nhánh thắng | Bán kết nhánh thắng | Bán kết nhánh thắng | Bán kết nhánh thắng | Bán kết nhánh thắng | Bán kết nhánh thắng |                    |                    |                    |                    |                    |                    |                      |                      |                      |                      | Chung kết nhánh thắng | Chung kết nhánh thắng | Chung kết nhánh thắng | Chung kết nhánh thắng | Chung kết nhánh thắng | Chung kết nhánh thắng |  |  | Chung kết tổng | Chung kết tổng | Chung kết tổng | Chung kết tổng | Chung kết tổng | Chung kết tổng | Chung kết tổng | Chung kết tổng |
|  |                    |                    |                    |                    |                    |                    |           |           |                     |                     |                     |                     |                     |                     |                    |                    |                    |                    |                    |                    |                      |                      |                      |                      |                       |                       |                       |                       |                       |                       |  |  |                |                |                |                |                |                |                |                |
|  |                    |                    |                    |                    |                    |                    |           |           |                     |                     |                     |                     |                     |                     |                    |                    |                    |                    |                    |                    |                      |                      |                      |                      |                       |                       |                       |                       |                       |                       |  |  |                |                |                |                |                |                |                |                |
|  | 00 Nation          | 00 Nation          | 4                  | 11                 | -                  | 0                  | The Union | The Union | 13                  | 13                  | -                   | 2                   |                     |                     |                    |                    |                    |                    |                    |                    |                      |                      |                      |                      |                       |                       |                       |                       |                       |                       |  |  |                |                |                |                |                |                |                |                |
|  | 00 Nation          | 00 Nation          | 4                  | 11                 | -                  | 0                  | The Union | The Union | 13                  | 13                  | -                   | 2                   |                     |                     |                    |                    |                    |                    |                    |                    |                      |                      |                      |                      |                       |                       |                       |                       |                       |                       |  |  |                |                |                |                |                |                |                |                |
|  | FUSION             | FUSION             | 13                 | 13                 | -                  | 2                  |           |           | FUSION              | FUSION              | 7                   | 8                   | -                   | 0                   |                    |                    |                    |                    |                    |                    |                      |                      |                      |                      |                       |                       |                       |                       |                       |                       |  |  |                |                |                |                |                |                |                |                |
|  | FUSION             | FUSION             | 13                 | 13                 | -                  | 2                  |           |           | FUSION              | FUSION              | 7                   | 8                   | -                   | 0                   |                    |                    |                    |                    |                    |                    |                      |                      | The Union            | The Union            | 16                    | 2                     | 7                     | 1                     |                       |                       |  |  |                |                |                |                |                |                |                |                |
|  |                    |                    |                    |                    |                    |                    |           |           |                     |                     |                     |                     |                     |                     |                    |                    |                    |                    |                    |                    |                      |                      | The Union            | The Union            | 16                    | 2                     | 7                     | 1                     |                       |                       |  |  |                |                |                |                |                |                |                |                |
|  |                    |                    |                    |                    |                    |                    |           |           |                     |                     | The Guard           | The Guard           | 14                  | 13                  | 13                 | 2                  |                    |                    |                    |                    |                      |                      |                      |                      |                       |                       |                       |                       |                       |                       |  |  |                |                |                |                |                |                |                |                |
|  | M80                | M80                | 13                 | 13                 | -                  | 2                  |           |           | The Guard           | The Guard           | The Guard           | The Guard           | 14                  | 13                  | 13                 | 2                  | 13                 | 13                 | -                  | 2                  |                      |                      |                      |                      |                       |                       |                       |                       |                       |                       |  |  |                |                |                |                |                |                |                |                |
|  | M80                | M80                | 13                 | 13                 | -                  | 2                  |           |           | The Guard           | The Guard           |                     |                     |                     |                     |                    |                    |                    |                    | -                  | 2                  |                      |                      |                      |                      |                       |                       |                       |                       |                       |                       |  |  |                |                |                |                |                |                |                |                |
|  | 9z Team            | 9z Team            | 9                  | 4                  | -                  | 0                  |           |           | M80                 | M80                 | 9                   | 7                   | -                   | 0                   |                    |                    |                    |                    |                    |                    |                      |                      |                      |                      |                       |                       |                       |                       |                       |                       |  |  |                |                |                |                |                |                |                |                |
|  | 9z Team            | 9z Team            | 9                  | 4                  | -                  | 0                  |           |           | M80                 | M80                 | 9                   | 7                   | -                   | 0                   |                    |                    |                    |                    |                    |                    |                      |                      |                      |                      |                       |                       |                       |                       |                       |                       |  |  |                |                |                |                |                |                |                |                |
|  |                    |                    |                    |                    |                    |                    |           |           |                     |                     |                     |                     |                     |                     |                    |                    |                    |                    |                    |                    |                      |                      |                      |                      |                       |                       |                       |                       |                       |                       |  |  |                |                |                |                |                |                |                |                |
|  | The Guard          | The Guard          | 11                 | 13                 | 14                 | 13                 | -         | 3         |                     |                     |                     |                     |                     |                     |                    |                    |                    |                    |                    |                    |                      |                      |                      |                      |                       |                       |                       |                       |                       |                       |  |  |                |                |                |                |                |                |                |                |
|  | The Guard          | The Guard          | 11                 | 13                 | 14                 | 13                 | -         | 3         | Tứ kết nhánh thua   | Tứ kết nhánh thua   | Tứ kết nhánh thua   | Tứ kết nhánh thua   | Tứ kết nhánh thua   | Tứ kết nhánh thua   | Bán kết nhánh thua | Bán kết nhánh thua | Bán kết nhánh thua | Bán kết nhánh thua | Bán kết nhánh thua | Bán kết nhánh thua | Chung kết nhánh thua | Chung kết nhánh thua | Chung kết nhánh thua | Chung kết nhánh thua | Chung kết nhánh thua  | Chung kết nhánh thua  |                       |                       |                       |                       |  |  |                |                |                |                |                |                |                |                |
|  |                    |                    | M80                | M80                | 13                 | 3                  | 12        | 9         | Tứ kết nhánh thua   | Tứ kết nhánh thua   | Tứ kết nhánh thua   | Tứ kết nhánh thua   | Tứ kết nhánh thua   | Tứ kết nhánh thua   | Bán kết nhánh thua | Bán kết nhánh thua | Bán kết nhánh thua | Bán kết nhánh thua | Bán kết nhánh thua | Bán kết nhánh thua | Chung kết nhánh thua | Chung kết nhánh thua | Chung kết nhánh thua | Chung kết nhánh thua | Chung kết nhánh thua  | Chung kết nhánh thua  | -                     | 1                     |                       |                       |  |  |                |                |                |                |                |                |                |                |
|  |                    |                    |                    |                    |                    |                    | 12        | 9         |                     |                     |                     |                     |                     |                     |                    |                    |                    |                    |                    |                    |                      |                      |                      |                      |                       |                       | -                     | 1                     |                       |                       |  |  |                |                |                |                |                |                |                |                |
|  |                    |                    |                    |                    |                    |                    |           |           |                     |                     |                     |                     |                     |                     |                    |                    |                    |                    |                    |                    |                      |                      |                      |                      |                       |                       |                       |                       |                       |                       |  |  |                |                |                |                |                |                |                |                |
|  | FUSION             | FUSION             | 4                  | 9                  | -                  | 0                  |           |           |                     |                     |                     |                     |                     |                     |                    |                    |                    |                    |                    |                    |                      |                      |                      |                      |                       |                       |                       |                       |                       |                       |  |  |                |                |                |                |                |                |                |                |
|  | FUSION             | FUSION             | 4                  | 9                  | -                  | 0                  |           |           |                     |                     |                     |                     |                     |                     |                    |                    |                    |                    |                    |                    |                      |                      |                      |                      |                       |                       |                       |                       |                       |                       |  |  |                |                |                |                |                |                |                |                |
|  | 9z Team            | 9z Team            | 13                 | 13                 | -                  | 2                  |           |           |                     |                     |                     |                     |                     |                     |                    |                    |                    |                    |                    |                    |                      |                      |                      |                      |                       |                       |                       |                       |                       |                       |  |  |                |                |                |                |                |                |                |                |
|  | 9z Team            | 9z Team            | 13                 | 13                 | -                  | 2                  |           |           | 9z Team             | 9z Team             | 4                   | 10                  | -                   | 0                   | The Union          | The Union          | 5                  | 3                  | -                  | 0                  |                      |                      |                      |                      |                       |                       |                       |                       |                       |                       |  |  |                |                |                |                |                |                |                |                |
|  |                    |                    |                    |                    |                    |                    |           |           |                     |                     |                     |                     |                     |                     | The Union          | The Union          | 5                  | 3                  | -                  | 0                  |                      |                      |                      |                      |                       |                       |                       |                       |                       |                       |  |  |                |                |                |                |                |                |                |                |
|  |                    |                    | M80                | M80                | 13                 | 13                 | -         | 2         |                     |                     | M80                 | M80                 | 13                  | 13                  | -                  | 2                  |                    |                    |                    |                    |                      |                      |                      |                      |                       |                       |                       |                       |                       |                       |  |  |                |                |                |                |                |                |                |                |
|  |                    |                    |                    |                    |                    |                    | -         | 2         |                     |                     | M80                 | M80                 | 13                  | 13                  | -                  | 2                  | M80                | M80                | 13                 | 13                 | -                    | 2                    |                      |                      |                       |                       |                       |                       |                       |                       |  |  |                |                |                |                |                |                |                |                |
|  |                    |                    |                    |                    |                    |                    |           |           |                     |                     |                     |                     |                     |                     |                    |                    | M80                | M80                | 13                 | 13                 | -                    | 2                    |                      |                      |                       |                       |                       |                       |                       |                       |  |  |                |                |                |                |                |                |                |                |
|  | 00 Nation          | 00 Nation          | 10                 | 7                  | -                  | 0                  |           |           |                     |                     |                     |                     |                     |                     |                    |                    |                    |                    |                    |                    |                      |                      |                      |                      |                       |                       |                       |                       |                       |                       |  |  |                |                |                |                |                |                |                |                |
|  | 00 Nation          | 00 Nation          | 10                 | 7                  | -                  | 0                  |           |           |                     |                     |                     |                     |                     |                     |                    |                    |                    |                    |                    |                    |                      |                      |                      |                      |                       |                       |                       |                       |                       |                       |  |  |                |                |                |                |                |                |                |                |

Nguồn: Valorant Esports

## Khu vực Thái Bình Dương

### Thể thức
- Vòng bảng:
  - 10 đội tham gia thi đấu được chia làm 2 bảng thi đấu theo thể thức vòng tròn 1 lượt.
  - 3 đội đứng đầu mỗi bảng sẽ đủ điều kiện lọt vào vòng loại trực tiếp:
    - Đội nhất bảng lọt thẳng vào bán kết.
    - 2 đội đứng thứ 2 và 3 lọt thẳng vào tứ kết.

  - Tất cả các trận đấu được thi đấu theo thể thức Bo3.
- Vòng loại trực tiếp:
  - 6 đội tham gia thi đấu theo thể thức loại trực tiếp.
  - Tất cả các trận đấu được thi đấu theo thể thức Bo3, ngoại trừ trận chung kết thi đấu theo thể thức Bo5.
  - Đội đứng đầu sẽ đủ điều kiện trở thành đội không phải thành viên, được tham gia các giải đấu cấp độ khu vực của khu vực Thái Bình Dương trong năm 2024 và năm 2025.

### Vòng bảng

#### Bảng Alpha
| VT | Đội          | ID   | T | B | VT  | VB  | HS  | Trạng thái      |
| -- | ------------ | ---- | - | - | --- | --- | --- | --------------- |
| 1  | NAOS Esports | NAOS | 3 | 1 | 129 | 113 | +16 | Lọt vào Bán kết |
| 2  | BOOM Esports | BME  | 2 | 2 | 119 | 110 | +9  | Lọt vào Tứ kết  |
| 3  | Fancy United | FCY  | 2 | 2 | 94  | 91  | +3  | Lọt vào Tứ kết  |
| 4  | XERXIA       | XIA  | 2 | 2 | 110 | 125 | -15 | Bị loại         |
| 5  | ONE Team     | ONE  | 1 | 3 | 104 | 117 | -13 | Bị loại         |

|      | BME | FCY | NAOS | ONE |
| ---- | --- | --- | ---- | --- |
| XIA  | 1-2 | 0-2 | 2-1  | 2-1 |
| ONE  | 2-1 | 0-2 | 0-2  |     |
| NAOS | 2-1 | 2-1 |      |     |
| FCY  | 0-2 |     |      |     |

Nguồn: Valorant Esports

#### Bảng Omega
| VT | Đội           | ID   | T | B | VT  | VB  | HS  | Trạng thái      |
| -- | ------------- | ---- | - | - | --- | --- | --- | --------------- |
| 1  | Bleed Esports | BLD  | 3 | 1 | 124 | 108 | +16 | Lọt vào Bán kết |
| 2  | SCARZ         | SZ   | 3 | 1 | 109 | 80  | +29 | Lọt vào Tứ kết  |
| 3  | Bonkers       | BONK | 2 | 2 | 85  | 88  | -3  | Lọt vào Tứ kết  |
| 4  | Dplus         | DK   | 2 | 2 | 98  | 97  | +1  | Bị loại         |
| 5  | Orangutan     | OGS  | 0 | 4 | 82  | 125 | -43 | Bị loại         |

|      | BLD | BONK | DK  | OGS |
| ---- | --- | ---- | --- | --- |
| SZ   | 1-2 | 2-0  | 2-0 | 2-0 |
| OGS  | 1-2 | 0-2  | 1-2 |     |
| DK   | 2-0 | 0-2  |     |     |
| BONK | 0-2 |      |     |     |

Nguồn: Valorant Esports

### Vòng loại trực tiếp
|  |              |              |               |               |        |        |              |              |              |              |         |         |         |         |  |  |               |               |           |           |           |           |           |           |
|  | Tứ kết       | Tứ kết       | Tứ kết        | Tứ kết        | Tứ kết | Tứ kết |              |              | Bán kết      | Bán kết      | Bán kết | Bán kết | Bán kết | Bán kết |  |  | Chung kết     | Chung kết     | Chung kết | Chung kết | Chung kết | Chung kết | Chung kết | Chung kết |
|  | Tứ kết       | Tứ kết       | Tứ kết        | Tứ kết        | Tứ kết | Tứ kết |              |              | Bán kết      | Bán kết      | Bán kết | Bán kết | Bán kết | Bán kết |  |  | Chung kết     | Chung kết     | Chung kết | Chung kết | Chung kết | Chung kết | Chung kết | Chung kết |
|  |              |              |               |               |        |        |              |              |              |              |         |         |         |         |  |  |               |               |           |           |           |           |           |           |
|  |              |              |               |               |        |        |              |              |              |              |         |         |         |         |  |  |               |               |           |           |           |           |           |           |
|  | SCARZ        | SCARZ        | 13            | 17            | -      | 2      | NAOS Esportd | NAOS Esportd | 11           | 13           | 3       | 1       |         |         |  |  |               |               |           |           |           |           |           |           |
|  | SCARZ        | SCARZ        | 13            | 17            | -      | 2      | NAOS Esportd | NAOS Esportd | 11           | 13           | 3       | 1       |         |         |  |  |               |               |           |           |           |           |           |           |
|  | Fancy United | Fancy United | 9             | 15            | -      | 0      |              |              | SCARZ        | SCARZ        | 13      | 11      | 13      | 2       |  |  |               |               |           |           |           |           |           |           |
|  | Fancy United | Fancy United | 9             | 15            | -      | 0      |              |              | SCARZ        | SCARZ        | 13      | 11      | 13      | 2       |  |  | SCARZ         | SCARZ         | 9         | 2         | 8         | -         | -         | 0         |
|  |              |              |               |               |        |        |              |              |              |              |         |         |         |         |  |  | SCARZ         | SCARZ         | 9         | 2         | 8         | -         | -         | 0         |
|  |              |              | Bleed Esports | Bleed Esports | 13     | 13     | 13           | -            | -            | 3            |         |         |         |         |  |  |               |               |           |           |           |           |           |           |
|  | BOOM Esports | BOOM Esports | Bleed Esports | Bleed Esports | 13     | 13     | 13           | -            | -            | 3            | 13      | 13      | -       | 2       |  |  | Bleed Esports | Bleed Esports | 12        | 13        | 13        | 2         |           |           |
|  | BOOM Esports | BOOM Esports |               |               |        |        |              |              |              |              |         |         |         |         |  |  | Bleed Esports | Bleed Esports | 12        | 13        | 13        | 2         |           |           |
|  | Bonkers      | Bonkers      | 6             | 11            | -      | 0      |              |              | BOOM Esports | BOOM Esports | 14      | 10      | 10      | 1       |  |  |               |               |           |           |           |           |           |           |
|  | Bonkers      | Bonkers      | 6             | 11            | -      | 0      |              |              | BOOM Esports | BOOM Esports | 14      | 10      | 10      | 1       |  |  |               |               |           |           |           |           |           |           |

Nguồn: Valorant Esports

## Khu vực Trung Quốc

### Thể thức
- Vòng bảng:
  - 8 đội tham gia thi đấu được chia làm 2 bảng thi đấu theo thể thức GSL.
  - 2 đội đứng đầu mỗi bảng sẽ đủ điều kiện lọt vào vòng loại trực tiếp.
  - Tất cả các trận đấu được thi đấu theo thể thức Bo3.
- Vòng loại trực tiếp:
  - 4 đội tham gia thi đấu theo thể thức nhánh thắng nhánh thua.
  - Tất cả các trận đấu được thi đấu theo thể thức Bo3, ngoại trừ trận chung kết nhánh thua và chung kết tổng thi đấu theo thể thức Bo5.
  - Đội đứng đầu sẽ đủ điều kiện trở thành đội không phải thành viên, được tham gia các giải đấu cấp độ khu vực của khu vực Trung Quốc trong năm 2024 và năm 2025.

### Vòng bảng

#### Bảng A
| VT | Đội                | ID  | T | B | VT | VB | HS  | Trạng thái                  |
| -- | ------------------ | --- | - | - | -- | -- | --- | --------------------------- |
| 1  | Rare Atom          | RA  | 2 | 0 | 52 | 31 | +21 | Lọt vào Vòng loại trực tiếp |
| 2  | Ninjas in Pyjamas  | NIP | 2 | 1 | 79 | 69 | +10 | Lọt vào Vòng loại trực tiếp |
| 3  | Night Wings Gaming | NWG | 1 | 2 | 58 | 68 | -10 | Bị loại                     |
| 4  | KeepBest Gaming    | KBG | 0 | 2 | 42 | 63 | -21 | Bị loại                     |

Kết quả chi tiết
|  |                   |                    |                   |                   |                   |                   |                    |                    |                      |                      |                      |                      |                      |                      |  |  |                              |                              |                              |
|  | Vòng 1            | Vòng 1             | Vòng 1            | Vòng 1            | Vòng 1            | Vòng 1            |                    |                    | Trận đấu nhánh thắng | Trận đấu nhánh thắng | Trận đấu nhánh thắng | Trận đấu nhánh thắng | Trận đấu nhánh thắng | Trận đấu nhánh thắng |  |  | Giành quyền tham dự Play-off | Giành quyền tham dự Play-off | Giành quyền tham dự Play-off |
|  | Vòng 1            | Vòng 1             | Vòng 1            | Vòng 1            | Vòng 1            | Vòng 1            |                    |                    | Trận đấu nhánh thắng | Trận đấu nhánh thắng | Trận đấu nhánh thắng | Trận đấu nhánh thắng | Trận đấu nhánh thắng | Trận đấu nhánh thắng |  |  | Giành quyền tham dự Play-off | Giành quyền tham dự Play-off | Giành quyền tham dự Play-off |
|  |                   |                    |                   |                   |                   |                   |                    |                    |                      |                      |                      |                      |                      |                      |  |  |                              |                              |                              |
|  |                   |                    |                   |                   |                   |                   |                    |                    |                      |                      |                      |                      |                      |                      |  |  |                              |                              |                              |
|  | 1                 | Ninjas in Pyjamas  | 9                 | 7                 | -                 | 0                 |                    |                    |                      |                      |                      |                      |                      |                      |  |  |                              |                              |                              |
|  | 1                 | Ninjas in Pyjamas  | 9                 | 7                 | -                 | 0                 |                    |                    |                      |                      |                      |                      |                      |                      |  |  |                              |                              |                              |
|  | 4                 | Night Wings Gaming | 13                | 13                | -                 | 2                 |                    |                    |                      |                      |                      |                      |                      |                      |  |  |                              |                              |                              |
|  | 4                 | Night Wings Gaming | 13                | 13                | -                 | 2                 |                    |                    | Night Wings Gaming   | Night Wings Gaming   | 6                    | 11                   | -                    | 0                    |  |  |                              |                              |                              |
|  |                   |                    |                   |                   |                   |                   |                    |                    | Night Wings Gaming   | Night Wings Gaming   | 6                    | 11                   | -                    | 0                    |  |  |                              |                              |                              |
|  |                   |                    | Rare Atom         | Rare Atom         | 13                | 13                | -                  | 2                  |                      |                      |                      |                      |                      |                      |  |  |                              |                              |                              |
|  | 2                 | Rare Atom          | Rare Atom         | Rare Atom         | 13                | 13                | -                  | 2                  | 13                   | 13                   | -                    | 2                    |                      |                      |  |  |                              |                              |                              |
|  | 2                 | Rare Atom          |                   |                   |                   |                   |                    |                    |                      |                      | -                    | 2                    |                      |                      |  |  |                              |                              |                              |
|  | 3                 | KeepBest Gaming    | 11                | 3                 | -                 | 0                 |                    |                    |                      |                      |                      |                      |                      |                      |  |  |                              |                              |                              |
|  | 3                 | KeepBest Gaming    | 11                | 3                 | -                 | 0                 | Rare Atom          |                    |                      |                      |                      |                      |                      |                      |  |  |                              |                              |                              |
|  |                   |                    |                   |                   |                   |                   |                    |                    |                      |                      |                      |                      |                      |                      |  |  |                              |                              |                              |
|  |                   |                    | Ninjas in Pyjamas |                   |                   |                   |                    |                    |                      |                      |                      |                      |                      |                      |  |  |                              |                              |                              |
|  | Trận đấu loại trừ | Trận đấu loại trừ  | Trận đấu loại trừ | Trận đấu loại trừ | Trận đấu loại trừ | Trận đấu loại trừ |                    |                    | Trận đấu quyết định  | Trận đấu quyết định  | Trận đấu quyết định  | Trận đấu quyết định  | Trận đấu quyết định  | Trận đấu quyết định  |  |  |                              |                              |                              |
|  | Trận đấu loại trừ | Trận đấu loại trừ  | Trận đấu loại trừ | Trận đấu loại trừ | Trận đấu loại trừ | Trận đấu loại trừ |                    |                    |                      | Trận đấu quyết định  | Trận đấu quyết định  | Trận đấu quyết định  | Trận đấu quyết định  | Trận đấu quyết định  |  |  |                              |                              |                              |
|  |                   |                    |                   |                   |                   |                   |                    |                    |                      |                      |                      |                      |                      |                      |  |  |                              |                              |                              |
|  |                   |                    |                   |                   |                   |                   |                    |                    |                      |                      |                      |                      |                      |                      |  |  |                              |                              |                              |
|  |                   |                    |                   |                   |                   |                   | Night Wings Gaming | Night Wings Gaming | 8                    | 7                    | –                    | 0                    |                      |                      |  |  |                              |                              |                              |
|  |                   |                    |                   |                   |                   |                   | Night Wings Gaming | Night Wings Gaming | 8                    | 7                    | –                    | 0                    |                      |                      |  |  |                              |                              |                              |
|  | Ninjas in Pyjamas | Ninjas in Pyjamas  | 11                | 13                | 13                | 2                 |                    |                    | Ninjas in Pyjamas    | Ninjas in Pyjamas    | 13                   | 13                   | –                    | 2                    |  |  |                              |                              |                              |
|  | Ninjas in Pyjamas | Ninjas in Pyjamas  | 11                | 13                | 13                | 2                 |                    |                    | Ninjas in Pyjamas    | Ninjas in Pyjamas    | 13                   | 13                   | –                    | 2                    |  |  |                              |                              |                              |
|  | KeepBest Gaming   | KeepBest Gaming    | 13                | 5                 | 10                | 1                 |                    |                    |                      |                      |                      |                      |                      |                      |  |  |                              |                              |                              |
|  | KeepBest Gaming   | KeepBest Gaming    | 13                | 5                 | 10                | 1                 |                    |                    |                      |                      |                      |                      |                      |                      |  |  |                              |                              |                              |

Nguồn: Valorant Esports

#### Bảng B
| VT | Đội                    | ID  | T | B | VT | VB | HS  | Trạng thái                  |
| -- | ---------------------- | --- | - | - | -- | -- | --- | --------------------------- |
| 1  | Attacking Soul Esports | ASE | 2 | 0 | 52 | 31 | +21 | Lọt vào Vòng loại trực tiếp |
| 2  | Dragon Ranger Gaming   | DRG | 2 | 1 | 84 | 90 | -6  | Lọt vào Vòng loại trực tiếp |
| 3  | Four Angry Men         | 4AM | 1 | 2 | 87 | 92 | -5  | Bị loại                     |
| 4  | 17 Gaming              | 17  | 0 | 2 | 60 | 70 | -10 | Bị loại                     |

Kết quả chi tiết
|  |                   |                        |                        |                        |                   |                   |                        |                      |                      |                      |                      |                      |                      |                      |  |  |                              |                              |                              |
|  | Vòng 1            | Vòng 1                 | Vòng 1                 | Vòng 1                 | Vòng 1            | Vòng 1            |                        |                      | Trận đấu nhánh thắng | Trận đấu nhánh thắng | Trận đấu nhánh thắng | Trận đấu nhánh thắng | Trận đấu nhánh thắng | Trận đấu nhánh thắng |  |  | Giành quyền tham dự Play-off | Giành quyền tham dự Play-off | Giành quyền tham dự Play-off |
|  | Vòng 1            | Vòng 1                 | Vòng 1                 | Vòng 1                 | Vòng 1            | Vòng 1            |                        |                      | Trận đấu nhánh thắng | Trận đấu nhánh thắng | Trận đấu nhánh thắng | Trận đấu nhánh thắng | Trận đấu nhánh thắng | Trận đấu nhánh thắng |  |  | Giành quyền tham dự Play-off | Giành quyền tham dự Play-off | Giành quyền tham dự Play-off |
|  |                   |                        |                        |                        |                   |                   |                        |                      |                      |                      |                      |                      |                      |                      |  |  |                              |                              |                              |
|  |                   |                        |                        |                        |                   |                   |                        |                      |                      |                      |                      |                      |                      |                      |  |  |                              |                              |                              |
|  | 1                 | Dragon Ranger Gaming   | 13                     | 11                     | 13                | 2                 |                        |                      |                      |                      |                      |                      |                      |                      |  |  |                              |                              |                              |
|  | 1                 | Dragon Ranger Gaming   | 13                     | 11                     | 13                | 2                 |                        |                      |                      |                      |                      |                      |                      |                      |  |  |                              |                              |                              |
|  | 4                 | 17 Gaming              | 6                      | 13                     | 8                 | 1                 |                        |                      |                      |                      |                      |                      |                      |                      |  |  |                              |                              |                              |
|  | 4                 | 17 Gaming              | 6                      | 13                     | 8                 | 1                 |                        |                      | Dragon Ranger Gaming | Dragon Ranger Gaming | 6                    | 8                    | -                    | 0                    |  |  |                              |                              |                              |
|  |                   |                        |                        |                        |                   |                   |                        |                      | Dragon Ranger Gaming | Dragon Ranger Gaming | 6                    | 8                    | -                    | 0                    |  |  |                              |                              |                              |
|  |                   |                        | Attacking Soul Esports | Attacking Soul Esports | 13                | 13                | -                      | 2                    |                      |                      |                      |                      |                      |                      |  |  |                              |                              |                              |
|  | 2                 | Attacking Soul Esports | Attacking Soul Esports | Attacking Soul Esports | 13                | 13                | -                      | 2                    | 13                   | 13                   | -                    | 2                    |                      |                      |  |  |                              |                              |                              |
|  | 2                 | Attacking Soul Esports |                        |                        |                   |                   |                        |                      |                      |                      | -                    | 2                    |                      |                      |  |  |                              |                              |                              |
|  | 3                 | Four Angry Men         | 9                      | 8                      | -                 | 0                 |                        |                      |                      |                      |                      |                      |                      |                      |  |  |                              |                              |                              |
|  | 3                 | Four Angry Men         | 9                      | 8                      | -                 | 0                 | Attacking Soul Esports |                      |                      |                      |                      |                      |                      |                      |  |  |                              |                              |                              |
|  |                   |                        |                        |                        |                   |                   |                        |                      |                      |                      |                      |                      |                      |                      |  |  |                              |                              |                              |
|  |                   |                        | Dragon Ranger Gaming   |                        |                   |                   |                        |                      |                      |                      |                      |                      |                      |                      |  |  |                              |                              |                              |
|  | Trận đấu loại trừ | Trận đấu loại trừ      | Trận đấu loại trừ      | Trận đấu loại trừ      | Trận đấu loại trừ | Trận đấu loại trừ |                        |                      | Trận đấu quyết định  | Trận đấu quyết định  | Trận đấu quyết định  | Trận đấu quyết định  | Trận đấu quyết định  | Trận đấu quyết định  |  |  |                              |                              |                              |
|  | Trận đấu loại trừ | Trận đấu loại trừ      | Trận đấu loại trừ      | Trận đấu loại trừ      | Trận đấu loại trừ | Trận đấu loại trừ |                        |                      |                      | Trận đấu quyết định  | Trận đấu quyết định  | Trận đấu quyết định  | Trận đấu quyết định  | Trận đấu quyết định  |  |  |                              |                              |                              |
|  |                   |                        |                        |                        |                   |                   |                        |                      |                      |                      |                      |                      |                      |                      |  |  |                              |                              |                              |
|  |                   |                        |                        |                        |                   |                   |                        |                      |                      |                      |                      |                      |                      |                      |  |  |                              |                              |                              |
|  |                   |                        |                        |                        |                   |                   | Dragon Ranger Gaming   | Dragon Ranger Gaming | 15                   | 5                    | 13                   | 2                    |                      |                      |  |  |                              |                              |                              |
|  |                   |                        |                        |                        |                   |                   | Dragon Ranger Gaming   | Dragon Ranger Gaming | 15                   | 5                    | 13                   | 2                    |                      |                      |  |  |                              |                              |                              |
|  | 17 Gaming         | 17 Gaming              | 13                     | 9                      | 11                | 1                 |                        |                      | Four Angry Men       | Four Angry Men       | 13                   | 13                   | 11                   | 1                    |  |  |                              |                              |                              |
|  | 17 Gaming         | 17 Gaming              | 13                     | 9                      | 11                | 1                 |                        |                      | Four Angry Men       | Four Angry Men       | 13                   | 13                   | 11                   | 1                    |  |  |                              |                              |                              |
|  | Four Angry Men    | Four Angry Men         | 7                      | 13                     | 13                | 2                 |                        |                      |                      |                      |                      |                      |                      |                      |  |  |                              |                              |                              |
|  | Four Angry Men    | Four Angry Men         | 7                      | 13                     | 13                | 2                 |                        |                      |                      |                      |                      |                      |                      |                      |  |  |                              |                              |                              |

Nguồn: Valorant Esports

### Vòng loại trực tiếp
|  |                        |                        |                      |                      |                     |                     |   |    |                        |                        |                       |                       |                        |                        |    |    |                      |                      |    |    |                      |                      |                      |                      |                      |                      |                      |                      |                |                |                |                |                |                |
|  | Bán kết nhánh thắng    | Bán kết nhánh thắng    | Bán kết nhánh thắng  | Bán kết nhánh thắng  | Bán kết nhánh thắng | Bán kết nhánh thắng |   |    | Chung kết nhánh thắng  | Chung kết nhánh thắng  | Chung kết nhánh thắng | Chung kết nhánh thắng | Chung kết nhánh thắng  | Chung kết nhánh thắng  |    |    |                      |                      |    |    |                      |                      |                      |                      |                      |                      | Chung kết tổng       | Chung kết tổng       | Chung kết tổng | Chung kết tổng | Chung kết tổng | Chung kết tổng | Chung kết tổng | Chung kết tổng |
|  | Bán kết nhánh thắng    | Bán kết nhánh thắng    | Bán kết nhánh thắng  | Bán kết nhánh thắng  | Bán kết nhánh thắng | Bán kết nhánh thắng |   |    | Chung kết nhánh thắng  | Chung kết nhánh thắng  | Chung kết nhánh thắng | Chung kết nhánh thắng | Chung kết nhánh thắng  | Chung kết nhánh thắng  |    |    |                      |                      |    |    |                      |                      |                      |                      |                      |                      | Chung kết tổng       | Chung kết tổng       | Chung kết tổng | Chung kết tổng | Chung kết tổng | Chung kết tổng | Chung kết tổng | Chung kết tổng |
|  |                        |                        |                      |                      |                     |                     |   |    |                        |                        |                       |                       |                        |                        |    |    |                      |                      |    |    |                      |                      |                      |                      |                      |                      |                      |                      |                |                |                |                |                |                |
|  |                        |                        |                      |                      |                     |                     |   |    |                        |                        |                       |                       |                        |                        |    |    |                      |                      |    |    |                      |                      |                      |                      |                      |                      |                      |                      |                |                |                |                |                |                |
|  | Attacking Soul Esports | Attacking Soul Esports | 13                   | 13                   | -                   | 2                   |   |    |                        |                        |                       |                       |                        |                        |    |    |                      |                      |    |    |                      |                      |                      |                      |                      |                      |                      |                      |                |                |                |                |                |                |
|  | Attacking Soul Esports | Attacking Soul Esports | 13                   | 13                   | -                   | 2                   |   |    |                        |                        |                       |                       |                        |                        |    |    |                      |                      |    |    |                      |                      |                      |                      |                      |                      |                      |                      |                |                |                |                |                |                |
|  | Ninjas in Pyjamas      | Ninjas in Pyjamas      | 7                    | 11                   | -                   | 0                   |   |    |                        |                        |                       |                       |                        |                        |    |    |                      |                      |    |    |                      |                      |                      |                      |                      |                      |                      |                      |                |                |                |                |                |                |
|  | Ninjas in Pyjamas      | Ninjas in Pyjamas      | 7                    | 11                   | -                   | 0                   |   |    | Attacking Soul Esports | Attacking Soul Esports | 7                     | 1                     | -                      | 0                      |    |    |                      |                      |    |    |                      |                      |                      |                      |                      |                      |                      |                      |                |                |                |                |                |                |
|  |                        |                        |                      |                      |                     |                     |   |    | Attacking Soul Esports | Attacking Soul Esports | 7                     | 1                     | -                      | 0                      |    |    |                      |                      |    |    |                      |                      |                      |                      |                      |                      |                      |                      |                |                |                |                |                |                |
|  |                        |                        | Rare Atom            | Rare Atom            | 13                  | 13                  | - | 2  |                        |                        |                       |                       |                        |                        |    |    |                      |                      |    |    |                      |                      |                      |                      |                      |                      |                      |                      |                |                |                |                |                |                |
|  | Rare Atom              | Rare Atom              | Rare Atom            | Rare Atom            | 13                  | 13                  | - | 2  | 13                     | 13                     | -                     | 2                     |                        |                        |    |    |                      |                      |    |    |                      |                      |                      |                      |                      |                      |                      |                      |                |                |                |                |                |                |
|  | Rare Atom              | Rare Atom              |                      |                      |                     |                     |   |    |                        |                        | -                     | 2                     |                        |                        |    |    |                      |                      |    |    |                      |                      |                      |                      |                      |                      |                      |                      |                |                |                |                |                |                |
|  | Dragon Ranger Gaming   | Dragon Ranger Gaming   | 2                    | 10                   | -                   | 0                   |   |    |                        |                        |                       |                       |                        |                        |    |    |                      |                      |    |    |                      |                      |                      |                      |                      |                      |                      |                      |                |                |                |                |                |                |
|  | Dragon Ranger Gaming   | Dragon Ranger Gaming   | 2                    | 10                   | -                   | 0                   |   |    |                        |                        |                       |                       |                        |                        |    |    |                      |                      |    |    |                      |                      |                      |                      |                      |                      |                      |                      |                |                |                |                |                |                |
|  |                        |                        |                      |                      |                     |                     |   |    |                        |                        |                       |                       |                        |                        |    |    |                      |                      |    |    |                      |                      |                      |                      |                      |                      |                      |                      |                |                |                |                |                |                |
|  | Rare Atom              | Rare Atom              | 7                    | 12                   | 13                  | 11                  | - | 1  |                        |                        |                       |                       |                        |                        |    |    |                      |                      |    |    |                      |                      |                      |                      |                      |                      |                      |                      |                |                |                |                |                |                |
|  | Rare Atom              | Rare Atom              | 7                    | 12                   | 13                  | 11                  | - | 1  |                        |                        |                       |                       |                        |                        |    |    |                      |                      |    |    |                      |                      |                      |                      |                      |                      |                      |                      |                |                |                |                |                |                |
|  |                        |                        | Dragon Ranger Gaming | Dragon Ranger Gaming | 13                  | 14                  | 0 | 13 | -                      | 3                      |                       |                       |                        |                        |    |    |                      |                      |    |    |                      |                      |                      |                      |                      |                      |                      |                      |                |                |                |                |                |                |
|  | Bán kết nhánh thua     | Bán kết nhánh thua     | Bán kết nhánh thua   | Bán kết nhánh thua   | Bán kết nhánh thua  | Bán kết nhánh thua  | 0 | 13 | -                      | 3                      |                       |                       |                        |                        |    |    |                      |                      |    |    | Chung kết nhánh thua | Chung kết nhánh thua | Chung kết nhánh thua | Chung kết nhánh thua | Chung kết nhánh thua | Chung kết nhánh thua | Chung kết nhánh thua | Chung kết nhánh thua |                |                |                |                |                |                |
|  | Bán kết nhánh thua     | Bán kết nhánh thua     | Bán kết nhánh thua   | Bán kết nhánh thua   | Bán kết nhánh thua  | Bán kết nhánh thua  |   |    |                        |                        |                       |                       |                        |                        |    |    |                      |                      |    |    | Chung kết nhánh thua | Chung kết nhánh thua | Chung kết nhánh thua | Chung kết nhánh thua | Chung kết nhánh thua | Chung kết nhánh thua | Chung kết nhánh thua | Chung kết nhánh thua |                |                |                |                |                |                |
|  |                        |                        |                      |                      |                     |                     |   |    |                        |                        |                       |                       |                        |                        |    |    |                      |                      |    |    |                      |                      |                      |                      |                      |                      |                      |                      |                |                |                |                |                |                |
|  |                        |                        |                      |                      |                     |                     |   |    |                        |                        |                       |                       |                        |                        |    |    |                      |                      |    |    |                      |                      |                      |                      |                      |                      |                      |                      |                |                |                |                |                |                |
|  | Ninjas in Pyjamas      | Ninjas in Pyjamas      | 4                    | 8                    | -                   | 0                   |   |    |                        |                        |                       |                       | Attacking Soul Esports | Attacking Soul Esports | 13 | 13 | 10                   | 13                   | 13 | 2  |                      |                      |                      |                      |                      |                      |                      |                      |                |                |                |                |                |                |
|  | Ninjas in Pyjamas      | Ninjas in Pyjamas      | 4                    | 8                    | -                   | 0                   |   |    |                        |                        |                       |                       | Attacking Soul Esports | Attacking Soul Esports | 13 | 13 | 10                   | 13                   | 13 | 2  |                      |                      |                      |                      |                      |                      |                      |                      |                |                |                |                |                |                |
|  | Dragon Ranger Gaming   | Dragon Ranger Gaming   | 13                   | 12                   | -                   | 2                   |   |    |                        |                        |                       |                       |                        |                        |    |    | Dragon Ranger Gaming | Dragon Ranger Gaming | 7  | 15 | 13                   | 11                   | 15                   | 3                    |                      |                      |                      |                      |                |                |                |                |                |                |
|  | Dragon Ranger Gaming   | Dragon Ranger Gaming   | 13                   | 12                   | -                   | 2                   |   |    |                        |                        |                       |                       |                        |                        |    |    | Dragon Ranger Gaming | Dragon Ranger Gaming | 7  | 15 | 13                   | 11                   | 15                   | 3                    |                      |                      |                      |                      |                |                |                |                |                |                |

Nguồn: Valorant Esports